# Obedišće Ježevsko
Obedišće Ježevsko falu Horvátországban Zágráb megyében. Közigazgatásilag Rugvicához tartozik.

## Fekvése
Zágráb központjától 25 km-re délkeletre, községközpontjától 5 km-re északkeletre, az A3-as autópálya mellett fekszik.

## Története
1910-ben 143 lakosa volt. Trianon előtt Zágráb vármegye Dugo Seloi járásához tartozott. Később Dugo Selo község része volt. 1993-ban az újonnan alakított Rugvica községhez csatolták. A falunak 2001-ben 131 lakosa volt.

## Lakosság
| Lakosság változása | Lakosság változása | Lakosság változása | Lakosság változása | Lakosság változása | Lakosság változása | Lakosság változása | Lakosság változása | Lakosság változása | Lakosság változása | Lakosság változása | Lakosság változása | Lakosság változása | Lakosság változása | Lakosság változása |
| ------------------ | ------------------ | ------------------ | ------------------ | ------------------ | ------------------ | ------------------ | ------------------ | ------------------ | ------------------ | ------------------ | ------------------ | ------------------ | ------------------ | ------------------ |
| 1857               | 1869               | 1880               | 1890               | 1900               | 1910               | 1921               | 1931               | 1948               | 1953               | 1961               | 1971               | 1981               | 1991               | 2001               |
| 0                  | 0                  | 0                  | 0                  | 125                | 143                | 150                | 150                | 132                | 129                | 119                | 118                | 119                | 114                | 131                |

## Külső hivatkozások
Rugvica község hivatalos oldala